# Trychom
Trychom – forma życiowa sinic w postaci nitkowatej kolonii komórek ściśle do siebie przylegających, przy czym poprzeczne ściany komórkowe są wspólne dla sąsiadujących komórek, w związku z czym te nie mogą odłączać się swobodnie. Komórki trychomu połączone są plazmodesmami.
Trychomy otoczone pochwą (sztywną, miękką lub galaretowatą) nazywane są nićmi (filamentami).
Sinice z rzędu Oscillatoriales i Nostocales mają trychomy nierozgałęzione lub pozornie rozgałęzione. W rzędzie Stigonematales występują nici prawdziwie rozgałęzione, także złożone z kilku trychomów. Trychomy Oscillatoriales są jednakobiegunowe, u Nostocales mogą być zróżnicowane na szeroką podstawę i wąski szczyt przechodzący we włos.
Krótkie odcinki trychomów funkcjonujące jako zarodniki noszą nazwę hormogoniów.
Nazwa trychom w zasadzie stosowana jest wyłącznie w odniesieniu do sinic, jednak tworzenie nici (filamentacja) występuje też u innych bakterii (np. u Escherichia coli), a nić jest jedną z częstszych postaci pozostałych glonów. Obecność glonów nitkowatych (w tym sinic) w zbiorniku jest z punktu widzenia człowieka niepożądana, gdyż ze względu na ich odporność (są z trudem wyjadane przez zooplankton i osiągają przewagę konkurencyjną nad innymi glonami i makrofitami) łatwo prowadzi do zakwitów.